# Anilios ligatus
Espèce
Synonymes
- Typhlops ligatus Peters, 1879
- Austrotyphlops ligatus (Peters, 1879)
- Ramphotyphlops ligatus (Peters, 1879)
- Typhlops curtus Ogilby, 1892

Anilios ligatus est une espèce de serpents de la famille des Typhlopidae. 

## Répartition
Cette espèce est endémique d'Australie. Elle se rencontre au Victoria, en Nouvelle-Galles du Sud, au Queensland, dans le Territoire du Nord, en Australie-Occidentale et en Australie-Méridionale.

## Description
L'holotype de Anilios ligatus mesure 245 mm.

## Publication originale
- Peters, 1879 : Über neue Amphibien des Kgl. zoologischen Museums (Euprepes, Acontias, Typhlops, Zamenis, Spilotes, Oedipus). Monatsberichte der Königlichen Preussischen Akademie der Wissenschaften zu Berlin, vol. 1879, p. 773-779 (texte intégral).